# Lijst van exoniemen met hun endoniemen
Sommige plaatsen buiten het Nederlandse taalgebied hebben in het Nederlands een aparte naam die niet overeenkomt met de naam die ter plaatse wordt gebruikt. De plaatselijke naam wordt het endoniem genoemd, de Nederlandse naam het exoniem, ook als het historisch een oorspronkelijke naam is (in gebieden waar ooit Vlaams, Nederlands of Nederduits gesproken werd). Hieronder volgt een lijst van exoniemen.
Exoniemen worden in de Nederlandse taal minder gebruikt dan voorheen.

Exoniemen die nog nauwelijks worden gehoord, zijn met ↓ gemerkt. Ze komen vaak in historische context voor.

Endoniemen die in Nederlandse teksten met toenemende mate voorkomen, zijn met ↑ gemerkt.

## Europa

### Friesland
De namen op een grijze achtergrond zijn niet (meer) officieel
| exoniem (Nederlandse naam)       | endoniem (plaatselijke naam)         |
| -------------------------------- | ------------------------------------ |
| Aegum                            | Eagum                                |
| Baijum                           | Baaium                               |
| Beers                            | Bears                                |
| Bergum                           | Burgum                               |
| Bergumermeer                     | Burgumer Mar                         |
| Birdaard                         | Burdaard                             |
| Blija                            | Blije                                |
| Bolsward                         | Boalsert                             |
| Boxum                            | Boksum                               |
| Boornsterhem                     | Boarnsterhim                         |
| Bozum                            | Boazum                               |
| De Knijpe ↓                      | De Knipe                             |
| De Leijen                        | De Leien                             |
| Deersum                          | Dearsum                              |
| Edens                            | Iens                                 |
| Eernewoude                       | Earnewâld                            |
| Ferwerd                          | Ferwert                              |
| Ferwerderadeel                   | Ferwerderadiel                       |
| Fluessen                         | De Fluezen                           |
| Franeker                         | Frjentsjer                           |
| Friesland                        | Fryslân                              |
| Gaasterland-Sloten               | Gaasterlân-Sleat                     |
| Garijp                           | Garyp                                |
| Genum                            | Ginnum                               |
| Giekerk                          | Gytsjerk                             |
| Groote Wielen                    | Grutte Wielen                        |
| Grouw                            | Grou                                 |
| Hardegarijp                      | Hurdegaryp                           |
| Harlingen                        | Harns                                |
| Heegermeer                       | Hegemar Mar                          |
| Heerenveen                       | It Hearrenfean                       |
| Het Heidenschap ↓                | It Heidenskip                        |
| Hennaard                         | Hinnaard                             |
| Hijlaard                         | Hilaard                              |
| Hindeloopen                      | Hylpen                               |
| Hogebeintum                      | Hegebeintum                          |
| Huins                            | Húns                                 |
| Idaard                           | Idaerd                               |
| IJlst                            | Drylts                               |
| IJsbrechtum                      | Ysbrechtum                           |
| Irnsum                           | Jirnsum                              |
| Jonkersland                      | Jonkerslân                           |
| Jorwerd                          | Jorwert                              |
| Joure                            | De Jouwer                            |
| Kubaard                          | Kûbaard                              |
| Leeuwarden                       | Ljouwert                             |
| Littenseradeel                   | Littenseradiel                       |
| Lions                            | Leons                                |
| Lutkewierum                      | Lytsewierrum                         |
| Molenend                         | Mûnein                               |
| Nijeferd ↓                       | Nijefurd                             |
| Noordbergum                      | Noardburgum                          |
| Oldeboorn                        | Aldeboarn                            |
| Oosterend                        | Easterein                            |
| Oosterlittens                    | Easterlittens                        |
| Oostermeer                       | Eastermar                            |
| Oosterwierum                     | Easterwierrum                        |
| Oudkerk                          | Aldtsjerk                            |
| Poppingawier                     | Poppenwier                           |
| Rauwerd                          | Raerd                                |
| Rijperkerk                       | Ryptsjerk                            |
| Roodhuis                         | Reahûs                               |
| Roordahuizum                     | Reduzum                              |
| Scharsterland ↓                  | Skarsterlân                          |
| Sexbierumervaart                 | Seisbierrumer Feart                  |
| Sijbrandaburen                   | Sibrandabuorren                      |
| Sint Annaparochie                | Sint Anne                            |
| Sint Jacobiparochie              | Sint Jabik                           |
| Sintjohannesga                   | Sint Jansgea                         |
| Sint Nicolaasga                  | Sint Nyk                             |
| Sloten                           | Sleat                                |
| Slotermeer                       | Sleattemer Mar                       |
| Sneek                            | Snits                                |
| Sneekermeer                      | Snitser Mar                          |
| Stavoren (voorheen ook Staveren) | Starum                               |
| Suawoude                         | Suwâld                               |
| Terhorne                         | Terherne                             |
| Terzool                          | Tersoal                              |
| Tieke                            | De Tike                              |
| Tietjerk                         | Tytsjerk                             |
| Tietjerksteradeel                | Tytsjerksteradiel                    |
| Tjeukemeer                       | Tsjûkemar                            |
| Vrouwenparochie                  | Froubuurt (Bildts), Froubuorren (Fr) |
| Waaxens                          | Waaksens                             |
| Waaxens (Súdwest-Fryslân)        | Waaksens                             |
| Warga                            | Wergea                               |
| Wartena                          | Warten                               |
| Welsrijp                         | Wjelsryp                             |
| Wieuwerd                         | Wiuwert                              |
| Wijns                            | Wyns                                 |
| Wijtgaard                        | Wytgaard                             |
| Wirdum                           | Wurdum                               |
| Wonseradeel                      | Wûnseradiel                          |
| Wymbritseradeel                  | Wymbritseradiel (tot 1984)           |
| Wymbritseradeel                  | Wymbritseradiel (na 1984)            |

### Wallonië[2]
| exoniem (Nederlandse naam)      | endoniem (plaatselijke naam)                 |
| ------------------------------- | -------------------------------------------- |
| Wallonië                        | Wallonie                                     |
| Aarlen                          | Arlon                                        |
| Aat                             | Ath                                          |
| Abele                           | Labliau                                      |
| Amel (rivier)                   | Amblève (Frans) of Amel (Duits)              |
| Amengijs                        | Amougies                                     |
| Ardennen                        | Ardennes                                     |
| Bastenaken                      | Bastogne                                     |
| Belgisch-Lotharingen            | Lorraine belge                               |
| Bergen                          | Mons                                         |
| Bettenhoven                     | Bettincourt                                  |
| Bevekom                         | Beauvechain                                  |
| Bierk                           | Bierghes                                     |
| Bitsingen                       | Bassenge                                     |
| Blieberg, Bleiberg of Blijberg  | Plombières                                   |
| Bolbeek of Bolsbeek             | Bombaye                                      |
| Borgworm                        | Waremme                                      |
| Deurne                          | Tourinnes-la-Grosse                          |
| Doornik                         | Tournai                                      |
| Dottenijs                       | Dottignies (ook Dottenijs is officieel)      |
| Edingen                         | Enghien (ook Edingen is officieel)           |
| Eerken                          | Archennes                                    |
| Eigenbrakel                     | Braine-l'Alleud                              |
| Elch                            | Othée                                        |
| Elzele                          | Ellezelles                                   |
| Evernijs                        | Évregnies                                    |
| Geldenaken                      | Jodoigne                                     |
| Gellingen                       | Ghislenghien                                 |
| Gembloers                       | Gembloux                                     |
| Genepiën                        | Genappe                                      |
| Geten                           | Jauche                                       |
| Glaaien                         | Glons                                        |
| Graven                          | Grez-Doiceau                                 |
| 's-Gravenbrakel                 | Braine-le-Comte                              |
| Gulke of Geuleke                | Goé                                          |
| Hannuit                         | Hannut                                       |
| Haspengouw                      | Hesbaye                                      |
| Hendrik-Kapelle                 | Henri-Chapelle                               |
| Henegouwen                      | Hainaut (Frans), Hinnot (Waals)              |
| Herzeeuw                        | Herseaux                                     |
| Hoei                            | Huy                                          |
| Hoge Venen                      | Hohes Venn (Duits), Hautes Fagnes (Frans)    |
| Itter                           | Ittre                                        |
| Jurbeke                         | Jurbise                                      |
| Kasteelbrakel                   | Braine-le-Château                            |
| Klabbeek                        | Clabecq                                      |
| Komen                           | Comines (ook Komen is officieel)             |
| Land van Herve                  | Pays de Herve                                |
| Lessen                          | Lessines                                     |
| Lessenbos                       | Bois-de-Lessines                             |
| Lettelingen                     | Petit-Enghien (ook Lettelingen is officieel) |
| Liek                            | Oleye                                        |
| Lieze                           | Lixhe                                        |
| Lijsem                          | Lincent                                      |
| Limburg                         | Limbourg                                     |
| Linsmeel                        | Linsmeau                                     |
| Luik (provincie)                | Liège (Frans), Lüttich (Duits)               |
| Luik (stad)                     | Liège                                        |
| Luxemburg (provincie)           | Luxembourg                                   |
| Malen                           | Mélin                                        |
| Maas                            | Meuse                                        |
| Mark                            | Marcq (ook Mark is officieel)                |
| Meyerode                        | Meyrode                                      |
| Moeskroen                       | Mouscron (ook Moeskroen is officieel)        |
| Namen (provincie)               | Namur                                        |
| Namen (stad)                    | Namur                                        |
| Neerwaasten                     | Bas-Warneton (ook Neerwaasten is officieel)  |
| Nijvel                          | Nivelles                                     |
| Nudorp                          | Wihogne                                      |
| Oerle                           | Oreye                                        |
| Oostkerk                        | Oisquercq                                    |
| Opgeldenaken                    | Jodoigne-Souveraine                          |
| Opzullik                        | Silly                                        |
| Papegem                         | Papignies                                    |
| Pellen                          | Pellaines                                    |
| Perwijs                         | Perwez                                       |
| Petrem                          | Piétrain                                     |
| Raatshoven                      | Racour                                       |
| Roosbeek                        | Rebecq-Rognon                                |
| Roost-Krenwik of Roost-Krenwijk | Rosoux-Crenwick                              |
| Rozenaken                       | Russeignies                                  |
| Rukkelingen-aan-de-Jeker        | Roclenge-sur-Geer                            |
| Samber                          | Sambre                                       |
| Schalafie                       | Escanaffles                                  |
| Sint-Jans-Geest                 | Saint-Jean-Geest                             |
| Sint-Remigius-Geest             | Saint-Remy-Geest                             |
| Sint-Renelde                    | Saintes                                      |
| Sluizen (Bevekom)               | L'Écluse                                     |
| Steenkerke                      | Steenkerque                                  |
| Steenput                        | Estaimpuis                                   |
| Terhulpen                       | La Hulpe                                     |
| Ternaaien                       | Lanaye                                       |
| Truielingen                     | Trognée                                      |
| Tubeke                          | Tubize                                       |
| Twee-Akren                      | Deux-Acren                                   |
| Vesder                          | Vesdre (Frans) of Weser (Duits)              |
| Vloesberg                       | Flobecq (ook Vloesberg is officieel)         |
| Waals-Brabant                   | Brabant Wallon                               |
| Waasten                         | Warneton (ook Waasten is officieel)          |
| Waver                           | Wavre                                        |
| Weerst                          | Warsage                                      |
| Wezet                           | Visé                                         |
| Woelingen                       | Ollignies                                    |
| Wouteringen                     | Otrange                                      |
| Woutersbrakel                   | Wauthier-Braine                              |
| Zinnik                          | Soignies                                     |
| Zittert-Lummen                  | Zétrud-Lumay                                 |
| Zullik                          | Bassilly                                     |

### Bosnië en Herzegovina
| exoniem (Nederlandse naam) | endoniem (plaatselijke naam) |
| -------------------------- | ---------------------------- |
| Bosnië                     | Bosna                        |
| Serajevo                   | Sarajevo                     |

### Denemarken
| exoniem (Nederlandse naam) | endoniem (plaatselijke naam) |
| -------------------------- | ---------------------------- |
| Denemarken                 | Danmark                      |
| Elseneur ↓                 | Helsingør                    |
| Faeröer                    | Føroyar                      |
| Fehmarnbelt                | Femern Bælt                  |
| Funen                      | Fyn                          |
| Groenland                  | Kalaallit Nunaat / Grønland  |
| Groenlandzee               | Grønlandhavet                |
| Grote Belt                 | Storebælt                    |
| Jammerbocht                | Jammerbugten                 |
| Jutland                    | Jylland                      |
| Kleine Belt                | Lillebælt                    |
| Kopenhagen                 | København                    |
| Seeland                    | Sjælland                     |
| Sont                       | Øresund                      |
| Straat Davis               | Davis Stræde                 |
| Straat Denemarken          | Danmark Stræde               |
| Straat Nares               | Nares Stræde                 |
| Waddenzee                  | Vadehavet                    |

### Duitsland
| exoniem (Nederlandse naam)                        | endoniem (plaatselijke naam)    |
| ------------------------------------------------- | ------------------------------- |
| Duitsland                                         | Deutschland                     |
| Aken                                              | Aachen                          |
| Aurik                                             | Aurich                          |
| Beieren                                           | Bayern                          |
| Beierse Alpen                                     | Bayerische Alpen                |
| Beierse Hoogvlakte                                | Alpenvorland                    |
| Beierse Woud                                      | Bayerischer Wald                |
| Bentem                                            | Bad Bentheim                    |
| Berchem                                           | Bergheim                        |
| Berlijn                                           | Berlin                          |
| Bocht van Helgoland                               | Helgoländer Bucht               |
| Bodenmeer, Meer van Konstanz                      | Bodensee                        |
| Boheemse Woud                                     | Böhmerwald                      |
| Boven-Rijnse Laagvlakte                           | Oberrheinische Tiefebene        |
| Brunswijk ↓                                       | Braunschweig                    |
| Dinxperlo-Zuiderwijk                              | Suderwick (zonder umlaut)       |
| Dortmund-Eemskanaal                               | Dortmund-Ems-Kanal              |
| Duitse Bocht                                      | Deutsche Bucht                  |
| Duisburg (uitspraak volgens Nederlandse spelling) | Duisburg (uitspraak: Duusboerg) |
| Dusseldorp ↓                                      | Düsseldorf                      |
| Eems                                              | Ems                             |
| Eems-Jadekanaal                                   | Ems-Jade-Kanal                  |
| Eems-Vechtkanaal                                  | Ems-Vechte-Kanal                |
| Emmelkamp                                         | Emlichheim ↑                    |
| Emmerik                                           | Emmerich am Rhein ↑             |
| Erkelens                                          | Erkelenz                        |
| Ertsgebergte                                      | Erzgebirge                      |
| Frankfort aan de Main                             | Frankfurt am Main               |
| Frankfort aan de Oder                             | Frankfurt (an der Oder)         |
| Geelkerken                                        | Geilenkirchen                   |
| Gelderen, Geldre                                  | Geldern                         |
| Grietjezijl                                       | Greetsiel                       |
| Gogh                                              | Goch                            |
| Grevenbroek                                       | Grevenbroich                    |
| Gulik                                             | Jülich                          |
| Hamburg (uitspraak met Nederlandse u)             | Hamburg                         |
| Hamelen                                           | Hameln                          |
| 's-Hertogenrade                                   | Herzogenrath                    |
| Hoog-Elten                                        | Hochelten                       |
| Itterbeek                                         | Itterbeck                       |
| Jadeboezem                                        | Jadebusen                       |
| Jemmingen                                         | Jemgum                          |
| Kaldenkerken                                      | Kaldenkirchen ↑                 |
| Ketwijk ↓                                         | Kettwig (Kreis Essen)           |
| Keulen                                            | Köln                            |
| Kielerbocht                                       | Kieler Bucht                    |
| Kleef                                             | Kleve                           |
| Kniphuizen                                        | Kniphausen                      |
| Koningswinter                                     | Königswinter                    |
| Kwakenbrugge                                      | Quakenbrück                     |
| Leeroord                                          | Leerort                         |
| Listerdiep                                        | Lister Tief                     |
| Lübeckerbocht                                     | Lübecker Bucht                  |
| Maagdenburg                                       | Magdeburg ↑                     |
| Mecklenburg-Voor-Pommeren                         | Mecklenburg-Vorpommern ↑        |
| Mentz                                             | Mainz                           |
| Meurs                                             | Moers                           |
| Moezel                                            | Mosel                           |
| Nedersaksen                                       | Niedersachsen                   |
| Neurenberg                                        | Nürnberg ↑                      |
| Nieuwenhuis                                       | Neuenhaus                       |
| Noord-Duitse Laagvlakte                           | Norddeutsches Tiefland          |
| Noord-Friese Waddeneilanden                       | Nordfriesische Inseln           |
| Noord-Friesland                                   | Nordfriesland                   |
| Noord-Oostzeekanaal                               | Nord-Ostsee-Kanal               |
| Noordrijn-Westfalen                               | Nordrhein-Westfalen             |
| Oderhaf                                           | Stettiner Haff                  |
| Oost-Friese Waddeneilanden                        | Ostfriesische Inseln            |
| Oost-Friesland                                    | Ostfriesland                    |
| Osnabrugge ↓                                      | Osnabrück                       |
| Oude IJssel                                       | Issel                           |
| Palts                                             | Pfalz ↑                         |
| Pommerse Bocht                                    | Pommersche Bucht                |
| Pruisen                                           | Preußen                         |
| Rijn                                              | Rhein                           |
| Rijnberk                                          | Rheinberg                       |
| Rijn-Hernekanaal                                  | Rhein-Herne-Kanal               |
| Rijnland-Palts                                    | Rheinland-Pfalz ↑               |
| Rijnlands Leisteenplateau                         | Rheinisches Schiefergebirge     |
| Rintelen                                          | Rinteln                         |
| Roer                                              | Rur                             |
| Ruhrgebied                                        | Ruhrgebiet                      |
| Saarbruggen ↓                                     | Saarbrücken                     |
| Saksen                                            | Sachsen ↑                       |
| Saksen-Anhalt                                     | Sachsen-Anhalt ↑                |
| Santen                                            | Xanten                          |
| Sleeswijk-Holstein                                | Schleswig-Holstein ↑            |
| Spiers ↓                                          | Speyer                          |
| Straalsond                                        | Stralsund                       |
| Swalm                                             | Schwalm                         |
| Tudderen                                          | Tüddern                         |
| Ulsen                                             | Uelsen                          |
| Vecht                                             | Vechte                          |
| Veldhuizen                                        | Veldhausen                      |
| Waddenzee                                         | Wattenmeer                      |
| Wezel                                             | Wesel                           |
| Wezer                                             | Weser ↑                         |
| Worm                                              | Wurm                            |
| Zevengebergte                                     | Siebengebirge                   |
| Zwaben                                            | Schwaben ↑                      |
| Zwarte Woud                                       | Schwarzwald                     |
| Zwilbroek                                         | Zwillbrock                      |

### Finland
| exoniem (Nederlandse naam) | endoniem (plaatselijke naam) |
| -------------------------- | ---------------------------- |
| Finland                    | Suomi                        |
| Lapland of Samenland       | Lappi                        |

### Frankrijk[7][8]
| exoniem (Nederlandse naam)                                        | endoniem (plaatselijke naam)                                            |
| ----------------------------------------------------------------- | ----------------------------------------------------------------------- |
| Frankrijk                                                         | France                                                                  |
| A ↓                                                               | Aa                                                                      |
| Aarde ↓                                                           | Ardres                                                                  |
| Abbegem, Abbekerke                                                | Abbeville                                                               |
| Akkin ↓                                                           | Acquin                                                                  |
| Alingten ↓                                                        | Alincthun                                                               |
| Almen ↓                                                           | Ames                                                                    |
| Altingen ↓                                                        | Autingues                                                               |
| Ambletuwe ↓                                                       | Ambleteuse                                                              |
| Anderne ↓                                                         | Andres                                                                  |
| Aneken ↓                                                          | Annequin                                                                |
| Anik ↓                                                            | Aniche                                                                  |
| Ansingen ↓                                                        | Anzin                                                                   |
| Aquitaanse Poort                                                  | Porte d'Aquitaine                                                       |
| Aquitanië ↑                                                       | Aquitaine                                                               |
| Ardennen (departement)                                            | Ardennes                                                                |
| Ariën(-aan-de-Leie) ↓                                             | Aire-sur-la-Lys                                                         |
| Arken ↓                                                           | Arques                                                                  |
| Armentiers ↓                                                      | Armentières                                                             |
| Armentiers-Kapelle                                                | La Chapelle-d'Armentières                                               |
| Armoricaans Massief                                               | Massif armoricain                                                       |
| Artesië ↑                                                         | Artois                                                                  |
| As ↓                                                              | Acq                                                                     |
| Ast ↓                                                             | Ascq                                                                    |
| Atrecht ↓                                                         | Arras                                                                   |
| Avenne ↓                                                          | Avesnes                                                                 |
| Averhout ↓                                                        | Avroult                                                                 |
| Baai van Mont-Saint-Michel                                        | Baie du Mont-Saint-Michel                                               |
| Baaiengem ↓                                                       | Bayenghem-lès-Éperlecques en Bayenghem-lès-Seninghem                    |
| Baïngten ↓                                                        | Baincthun                                                               |
| Balingem ↓                                                        | Balinghem                                                               |
| Baskenland                                                        | Pays basque                                                             |
| Basse ↓                                                           | La Bassée                                                               |
| Batpalmen ↓                                                       | Bapaume                                                                 |
| Bavik of Beuken ↓                                                 | Bavay                                                                   |
| Bazingem ↓                                                        | Bazinghen                                                               |
| Bekken van Parijs                                                 | Bassin parisien                                                         |
| Belgin ↓                                                          | Beugin                                                                  |
| Belken ↓                                                          | Bléquin                                                                 |
| Bellebronne ↓                                                     | Bellebrune                                                              |
| Belle-Hollevoorde ↓                                               | Belle-et-Houllefort                                                     |
| Berk of Berk-aan-Zee ↓                                            | Berck                                                                   |
| Berkem ↓                                                          | La Madeleine                                                            |
| Berken ↓                                                          | Belloy-sur-Somme                                                        |
| Bermering ↓                                                       | Bermerain                                                               |
| Bernelis ↓                                                        | Bernieulles                                                             |
| Betun ↓                                                           | Béthune                                                                 |
| Billeke ↓                                                         | Bilques                                                                 |
| Billy-Berklo ↓                                                    | Billy-Berclau                                                           |
| Blankenes of Wittenes                                             | Blanc-Nez                                                               |
| Blendeke ↓                                                        | Blendecques                                                             |
| Blootland                                                         | Plat Pays                                                               |
| Boesem ↓                                                          | Bouchain                                                                |
| Bohen ↓                                                           | Bohain                                                                  |
| Bomi ↓                                                            | Bomy                                                                    |
| Bondingem ↓                                                       | Boisdinghem                                                             |
| Bonduwe ↓                                                         | Bondues                                                                 |
| Bonen of Beunen                                                   | Boulogne-sur-Mer                                                        |
| Boninge ↓                                                         | Bonningues-lès-Ardres en Bonningues-lès-Calais                          |
| Boorte ↓                                                          | Bourthes                                                                |
| Bors ↓                                                            | Bours                                                                   |
| Bourgondië ↑                                                      | Bourgogne                                                               |
| Bourgondisch Kanaal                                               | Canal de Bourgogne                                                      |
| Bourgondische Poort                                               | Porte de Bourgogne of Trouée de Belfort                                 |
| Bovelingem ↓                                                      | Bouvelinghem                                                            |
| Boven-Rijnse Laagvlakte                                           | Fosse rhénane                                                           |
| Bovingen ↓                                                        | Bouvines                                                                |
| Bramen ↓                                                          | Brêmes                                                                  |
| Briast ↓                                                          | Brias                                                                   |
| Bruinenberg ↓                                                     | Brunembert                                                              |
| Bune ↓                                                            | Busnes                                                                  |
| Busbeke ↓ of Boesbeke ↓                                           | Bousbecque                                                              |
| Centraal Massief                                                  | Massif central                                                          |
| Cevennen                                                          | Cevennes                                                                |
| Corbeham ↓                                                        | Corbehem                                                                |
| Corsica                                                           | Corse                                                                   |
| Cottische Alpen                                                   | Alpes cottiennes                                                        |
| Dallem ↓                                                          | Dohem                                                                   |
| Dalnes ↓                                                          | Dannes                                                                  |
| Dardingem ↓                                                       | Saint-Martin-d'Hardinghem                                               |
| De Bomen ↓                                                        | Labroye                                                                 |
| De Kouter ↓                                                       | La Couture                                                              |
| De Stroom ↓                                                       | Lestrem                                                                 |
| Denebroek ↓                                                       | Dennebrœucq                                                             |
| Dening of Doneng ↓                                                | Denain                                                                  |
| Deule                                                             | Deûle                                                                   |
| Deulemonde                                                        | Deûlémont                                                               |
| Deverne ↓                                                         | Desvres                                                                 |
| Diedenhoven                                                       | Thionville                                                              |
| Diffeke ↓                                                         | Difques                                                                 |
| Donk ↓                                                            | Don                                                                     |
| Doornem ↓                                                         | Tournehem-sur-la-Hem                                                    |
| Dorlaar ↓                                                         | Dourlers                                                                |
| Dorland ↓                                                         | Doullens                                                                |
| Dors ↓                                                            | Daours                                                                  |
| Doverin ↓                                                         | Douvrin                                                                 |
| Dowaai ↓                                                          | Douai                                                                   |
| Ekingem ↓                                                         | Équihen-Plage                                                           |
| Elna, Enna of Enne ↓                                              | Liane                                                                   |
| Elne ↓                                                            | Elnes                                                                   |
| Elzas                                                             | Alsace                                                                  |
| Elzaskanaal                                                       | Grand Canal d'Alsace                                                    |
| Embreke ↓                                                         | Embry                                                                   |
| Enessem ↓                                                         | Inxent                                                                  |
| Engelo ↓                                                          | Englos                                                                  |
| Enken ↓                                                           | Enquin-les-Mines                                                        |
| Ennelin ↓                                                         | Annœullin                                                               |
| Erkegem ↓                                                         | Erquinghem-le-Sec                                                       |
| Erkegem-aan-de-Leie ↓                                             | Erquinghem-Lys                                                          |
| Erni ↓                                                            | Erny-Saint-Julien                                                       |
| Erningsem ↓                                                       | Rinxent                                                                 |
| Essingem ↓                                                        | Echinghen                                                               |
| Everkok ↓                                                         | Verchocq                                                                |
| Everlingem of Verlegem ↓                                          | Verlinghem                                                              |
| Ferlingen ↓                                                       | Frelinghien                                                             |
| Flamerzele ↓                                                      | Framezelle                                                              |
| Florigem ↓                                                        | Floringhem                                                              |
| Fraaituin ↓                                                       | Fréthun                                                                 |
| Frenk ↓                                                           | Frencq                                                                  |
| Frusje ↓                                                          | Fruges                                                                  |
| Ganep ↓                                                           | Guemps                                                                  |
| Ganzenpunt ↓                                                      | Pointe-à-Zoie                                                           |
| Gaverbeke ↓                                                       | Guarbecque                                                              |
| Genst ↓                                                           | Genech                                                                  |
| Gizene, Giezene of Wijnen ↓                                       | Guînes                                                                  |
| Gimmeke ↓                                                         | Guémy                                                                   |
| Godingten ↓                                                       | Godincthun                                                              |
| Gohere ↓                                                          | Gohelle                                                                 |
| Golf van Ajaccio                                                  | Golfe d'Ajaccio                                                         |
| Golf van Biskaje                                                  | Golfe de Gascogne                                                       |
| Grajische Alpen                                                   | Alpes graies                                                            |
| 's Gravenhoeve ↓                                                  | Conteville                                                              |
| Hafferdingen ↓                                                    | Affringues                                                              |
| Hagemolen ↓                                                       | Haeghe Meulen                                                           |
| Hagen ↓                                                           | Haines                                                                  |
| Halcim ↓                                                          | Haulchin                                                                |
| Halewijn                                                          | Halluin                                                                 |
| Ham ↓                                                             | Hem                                                                     |
| Haneline ↓                                                        | Hallines                                                                |
| Hanevo ↓                                                          | Henneveux                                                               |
| Harbodem ↓                                                        | Haubourdin                                                              |
| Hardbere ↓                                                        | Herbelles                                                               |
| Hardelo ↓                                                         | Hardelot                                                                |
| Hardingen ↓                                                       | Hardinghen                                                              |
| Harne ↓                                                           | Harnes                                                                  |
| Havringen ↓                                                       | Havrincourt                                                             |
| Heimfriedswilder ↓                                                | Wierre-Effroy                                                           |
| Helkijn of Helkin ↓                                               | Heuchin                                                                 |
| Hellem ↓                                                          | Hellemmes                                                               |
| Helveld ↓                                                         | Helfaut                                                                 |
| Helvetingen ↓                                                     | Hervelinghen                                                            |
| Herbingen ↓                                                       | Herbinghen                                                              |
| Hereweg ↓ later Nieuwkerke ↓                                      | Nouvelle-Église                                                         |
| Herin ↓                                                           | Hérin                                                                   |
| Hermelingen ↓                                                     | Hermelinghen                                                            |
| Het Hoekske ↓                                                     | Le Touquet-Paris-Plage                                                  |
| Heusdin of Heusden ↓                                              | Hesdin                                                                  |
| Hofkerke ↓                                                        | Offekerque                                                              |
| Hogeberg ↓                                                        | Hautmont                                                                |
| Hokkingem ↓                                                       | Hocquinghen                                                             |
| Holne ↓                                                           | Houlle                                                                  |
| Hondsberg ↓                                                       | Audembert                                                               |
| Hoogbrug ↓                                                        | Le Haut-Pont                                                            |
| Hoogland van Auvergne                                             | Monts d'Auvergne                                                        |
| Hoog-Loken ↓                                                      | Haut-Loquin                                                             |
| Hordeng ↓                                                         | Hordain                                                                 |
| Horingem ↓                                                        | Heuringhem                                                              |
| Horning ↓                                                         | Hornaing                                                                |
| Hosden of Hosdingen ↓                                             | Houdain                                                                 |
| Hovekerke of Offekerke ↓                                          | Offekerque                                                              |
| Hubi ↓                                                            | Huby                                                                    |
| Hukkelaar of Hukeliers ↓                                          | Hucqueliers                                                             |
| Hullode ↓                                                         | Hulluch                                                                 |
| Humberg ↓                                                         | Humbert                                                                 |
| Iberge ↓                                                          | Isbergues                                                               |
| Ingwinegate ↓                                                     | Enguinegatte                                                            |
| Izeke ↓                                                           | Isques                                                                  |
| Kales ↓                                                           | Calais                                                                  |
| Kalkwelle ↓                                                       | Coquelles                                                               |
| Kamerijk ↓                                                        | Cambrai                                                                 |
| Kamerijkse                                                        | Cambrésis                                                               |
| Kamerijkskasteel                                                  | Le Cateau-Cambrésis                                                     |
| Kampingem ↓                                                       | Capinghem                                                               |
| Het Kanaal                                                        | La Manche                                                               |
| Kanaaleilanden                                                    | Îles normandes                                                          |
| Karabant ↓                                                        | Carembault                                                              |
| Kelmes ↓                                                          | Quelmes                                                                 |
| Kemenesse ↓                                                       | Les Cheminées                                                           |
| Kent ↓                                                            | Quend                                                                   |
| Kernes ↓                                                          | Quernes                                                                 |
| Kerskamp ↓                                                        | Quercamps                                                               |
| Kesseke ↓                                                         | Quesques                                                                |
| Kevi ↓                                                            | Quiévy                                                                  |
| Kierestede ↓                                                      | Quiestède                                                               |
| Kiezenet ↓                                                        | Le Quesnoy                                                              |
| Kiezenet ↓                                                        | Quesnoy-sur-Deûle                                                       |
| Killem ↓                                                          | Quilen                                                                  |
| Klaarmares                                                        | Clairmarais                                                             |
| Klarke ↓                                                          | Clarques                                                                |
| Kleine Sint-Bernhardpas                                           | Col du Petit Saint-Bernard                                              |
| Kolesberg ↓                                                       | Colembert                                                               |
| Komen ↑                                                           | Comines-Sud                                                             |
| Konde ↓                                                           | Condé                                                                   |
| Korbie of Korbei ↓                                                | Corbie                                                                  |
| Krotooie ↓                                                        | Crotoy                                                                  |
| Kulem ↓                                                           | Cuhem                                                                   |
| Kuuk ↓                                                            | Cucq                                                                    |
| Laar ↓                                                            | Flers                                                                   |
| Land van het Vrijleen ↓                                           | Pays de l'Alleu                                                         |
| Landast ↓                                                         | Landas                                                                  |
| Landbertsrode ↓                                                   | Lambersart                                                              |
| Landerten ↓                                                       | Landrethun-lès-Ardres en Landrethun-le-Nord                             |
| Landeschie ↓                                                      | Landrecies                                                              |
| Landherie ↓                                                       | La Hérie                                                                |
| Langenesse ↓                                                      | Longuenesse                                                             |
| Lanno ↓                                                           | Lannoy                                                                  |
| Laren ↓                                                           | Laires                                                                  |
| Ledingem ↓                                                        | Ledinghem                                                               |
| Leie                                                              | Lys                                                                     |
| Leulingen ↓                                                       | Leulinghen-Bernes                                                       |
| Liegesboort ↓                                                     | Lisbourg                                                                |
| Lier ↓                                                            | Lières                                                                  |
| Lijzel of Liezele ↓                                               | Lyzel                                                                   |
| Lillaar ↓                                                         | Lillers                                                                 |
| Link ↓                                                            | Lynck                                                                   |
| Linsele of Linzele ↓                                              | Linselles                                                               |
| Liskes of Lieke ↓                                                 | Licques                                                                 |
| Liste ↓                                                           | Liettres                                                                |
| Loningem ↓                                                        | Leulinghem                                                              |
| Lostingen ↓                                                       | Lottinghem                                                              |
| Lotesse ↓                                                         | Louches                                                                 |
| Lotharingen                                                       | Lorraine                                                                |
| Lumeres ↓                                                         | Lumbres                                                                 |
| Maarbeke ↓                                                        | Marbaix                                                                 |
| Maas                                                              | Meuse                                                                   |
| Mabuse of Malbode ↓                                               | Maubeuge                                                                |
| Malni ↓                                                           | Masny                                                                   |
| Manning ↓                                                         | Manin                                                                   |
| Mariadorp ↓                                                       | Maresville                                                              |
| Marke ↓                                                           | Marcq-en-Barœul                                                         |
| Marke                                                             | Marque                                                                  |
| Market(t)e ↓                                                      | Marquette-en-Ostrevant                                                  |
| Market(t)e ↓                                                      | Marquette-lez-Lille                                                     |
| Markize ↓                                                         | Marquise                                                                |
| Marne-Rijnkanaal                                                  | Canal de la Marne au Rhin                                               |
| Marol ↓                                                           | Marœuil                                                                 |
| Marolle ↓                                                         | Maroilles                                                               |
| Masenne ↓                                                         | Marchiennes                                                             |
| Matringem ↓                                                       | Matringhem                                                              |
| Mazengarve ↓                                                      | Mazingarbe                                                              |
| Medeland ↓                                                        | Mélantois                                                               |
| Meer van Genève                                                   | Lac Léman                                                               |
| Melle ↓                                                           | Melde                                                                   |
| Menteke-Noordboekhout ↓                                           | Mentque-Nortbécourt                                                     |
| Merk of Mark ↓                                                    | Marck                                                                   |
| Merkenes ↓                                                        | Merck-Saint-Liévin                                                      |
| Moerenland ↓                                                      | Marquenterre                                                            |
| Moezel                                                            | Moselle                                                                 |
| Monnie ↓                                                          | Moulle                                                                  |
| Monnikenbure ↓                                                    | Mannequebeurre                                                          |
| Monster(h)ole↓                                                    | Montreuil                                                               |
| Montelbaan                                                        | Montauban                                                               |
| Moringem ↓                                                        | Moringhem                                                               |
| Mulhuizen ↓                                                       | Mulhouse                                                                |
| Munk-Nieuwerleet ↓                                                | Muncq-Nieurlet                                                          |
| Nameringem ↓                                                      | Nabringhen                                                              |
| Nauw van Calais, Nauw van Kales ↓ of Straat van Dover (zeestraat) | Pas de Calais                                                           |
| Nauw van Calais (departement)                                     | Pas-de-Calais                                                           |
| Neerwaasten                                                       | Bas-Warneton                                                            |
| Nele ↓                                                            | Nesles                                                                  |
| Niel-bij-Aarde ↓                                                  | Nielles-lès-Ardres                                                      |
| Nieles ↓                                                          | Nielles-lès-Bléquin                                                     |
| Nieuwerleet ↓                                                     | Nieulay                                                                 |
| Nieuwkapelle ↓                                                    | Neuve-Chapelle                                                          |
| Nieuwkasteel-Hardelo ↓                                            | Neufchâtel-Hardelot                                                     |
| Nieuwkerke ↓                                                      | Nouvelle-Église                                                         |
| Noord-Elseke ↓                                                    | Nordausques                                                             |
| Noorderdepartement ↑                                              | Nord                                                                    |
| Noordkerke ↓                                                      | Nortkerque                                                              |
| Noordleulingem ↓                                                  | Nort-Leulinghem                                                         |
| Normandië                                                         | Normandie                                                               |
| Norrem ↓                                                          | Norrent-Fontes                                                          |
| Odenaker ↓                                                        | Denacre                                                                 |
| Oderzele ↓                                                        | Audresselles                                                            |
| Odingten ↓                                                        | Audincthun                                                              |
| Olm ↓                                                             | Lomme                                                                   |
| Ooie ↓                                                            | Oye-Plage                                                               |
| Oorschie ↓                                                        | Orchies                                                                 |
| Oosterbant ↓                                                      | Ostrevant                                                               |
| Opaalkust                                                         | Côte d'Opales                                                           |
| Opline ↓                                                          | Houplines                                                               |
| Orten ↓                                                           | Ourton                                                                  |
| Ot(h)ie ↓                                                         | Authie                                                                  |
| Ouderkerke ↓                                                      | Vieille-Église                                                          |
| Oudehem ↓                                                         | Audrehem                                                                |
| Ouderwijk ↓                                                       | Audruicq                                                                |
| Oud-Heusden ↓                                                     | Vieil-Hesdin                                                            |
| Oudingem ↓                                                        | Audinghen                                                               |
| Ouve-Werchin ↓                                                    | Ouve-Wirquin                                                            |
| Oudwenden ↓                                                       | Vendin-le-Vieil                                                         |
| Papingem ↓                                                        | Saint-Venant                                                            |
| Parijs                                                            | Paris                                                                   |
| Permeke ↓                                                         | Prémesques                                                              |
| Petresse ↓                                                        | Saint-Pierre-lès-Calais                                                 |
| Pevelen ↓                                                         | Pévèle                                                                  |
| Pevelenberg ↓                                                     | Mons-en-Pévèle                                                          |
| Picardië                                                          | Picardie                                                                |
| Pitesveld ↓                                                       | Pittefaux                                                               |
| Pittem ↓                                                          | Pihem                                                                   |
| Pittem ↓                                                          | Pihen-lès-Guînes                                                        |
| Planken ↓                                                         | Planques                                                                |
| Plateau van Lotharingen                                           | Plateau de Lorraine                                                     |
| Ponteland ↓                                                       | Ponthieu                                                                |
| Pyreneeën                                                         | Pyrénées                                                                |
| Radingem ↓                                                        | Radinghem                                                               |
| Rakingem ↓                                                        | Racquinghem                                                             |
| Rede van Brest                                                    | Rade de Brest                                                           |
| Reetseke ↓                                                        | Rety                                                                    |
| Rekke ↓                                                           | Recques-sur-Course                                                      |
| Rekke-aan-de-Hem ↓                                                | Recques-sur-Hem                                                         |
| Reklinghem ↓                                                      | Reclinghem                                                              |
| Renteke ↓                                                         | Renty                                                                   |
| Rhône-Rijnkanaal                                                  | Canal du Rhône au Rhin                                                  |
| Riemen ↓                                                          | Reims                                                                   |
| Rijsel ↑                                                          | Lille                                                                   |
| Rimberg ↓                                                         | Rimbert                                                                 |
| Robaais ↓                                                         | Roubaix                                                                 |
| Robeke ↓                                                          | Robecq                                                                  |
| Rode ↓                                                            | Rœux                                                                    |
| Rodenaken ↓                                                       | Aix-en-Issart                                                           |
| Rokesdorn ↓                                                       | Roquetoire                                                              |
| Ronk ↓                                                            | Roncq                                                                   |
| Roosbeek ↓                                                        | Rebecques                                                               |
| Rosberge ↓                                                        | Rebergues                                                               |
| Rouaan ↓, Rowaan ↓                                                | Rouen                                                                   |
| Rouwe ↓                                                           | Rue                                                                     |
| Rumingem ↓                                                        | Ruminghem                                                               |
| Saar                                                              | Sarre (ook Saar voor het deel van de rivier in Duitsland)               |
| Salperwijk ↓                                                      | Salperwick                                                              |
| Samber                                                            | Sambre                                                                  |
| Santingeveld ↓                                                    | Saint-Inglevert                                                         |
| Sarwin ↓                                                          | Servins                                                                 |
| Savoyse Alpen                                                     | Alpes de Savoie                                                         |
| Schelde                                                           | Escaut (ook Schelde voor het deel van de rivier in België en Nederland) |
| Scheldebrug ↓                                                     | Escautpont                                                              |
| Schobeek ↓                                                        | Escobecques                                                             |
| Schouden ↓                                                        | Escaudain                                                               |
| Schouwbroek                                                       | Schoubrouck                                                             |
| Schuren ↓                                                         | Écuires                                                                 |
| Seburg ↓                                                          | Sebourg                                                                 |
| Seinebaai                                                         | Baie de la Seine                                                        |
| Sengin ↓                                                          | Sainghin-en-Weppes                                                      |
| Sikelin ↓                                                         | Seclin                                                                  |
| Singem ↓                                                          | Sainghin-en-Mélantois                                                   |
| Sint-Amands-aan-de-Skarpe ↓                                       | Saint-Amand-les-Eaux                                                    |
| Sint-Andries of Sint-Andries-Rijsel ↓                             | Saint-André-lez-Lille                                                   |
| Sinterkaas ↓                                                      | Saint-Tricat                                                            |
| Sint-Joost ↓                                                      | Saint-Josse                                                             |
| Sint-Kwintens ↓                                                   | Saint-Quentin                                                           |
| Sint-Maartens-Aard ↓                                              | Saint-Martin-au-Laërt                                                   |
| Sint-Maartensberg ↓                                               | Mont-Saint-Martin                                                       |
| Sint-Mariakerke ↓                                                 | Sainte-Marie-Kerque                                                     |
| Sint-Medard ↓                                                     | Domart-en-Ponthieu                                                      |
| Sint-Omaars ↑                                                     | Saint-Omer                                                              |
| Sint-Omaarskapel of Sint-Omaarskapelle ↓                          | Saint-Omer-Capelle                                                      |
| Sint-Pauwels ↓                                                    | Saint-Pol-sur-Ternoise                                                  |
| Sint-Pieters ↓                                                    | Dompierre                                                               |
| Sint-Rikiers ↓                                                    | Saint-Riquier                                                           |
| Sint-Stevens ↓                                                    | Saint-Étienne-au-Mont                                                   |
| Sint-Vaast ↓                                                      | Lebiez                                                                  |
| Sint-Volkwin ↓                                                    | Saint-Folquin                                                           |
| Sint-Walarik ↓                                                    | Saint-Valery-sur-Somme                                                  |
| Sint-Wulmaars ↓                                                   | Samer                                                                   |
| Sison ↓                                                           | Cysoing                                                                 |
| Skale ↓                                                           | Escalles                                                                |
| Skarpe of Scherpe                                                 | Scarpe                                                                  |
| Skole ↓                                                           | Escœuilles                                                              |
| Sluis ↓                                                           | Lécluse                                                                 |
| Sperleke ↓                                                        | Éperlecques                                                             |
| Sperlekebos                                                       | Forêt d'Éperlecques                                                     |
| Saint-Jean-Pied-de-Port                                           | Doniban (Baskisch)                                                      |
| Stapel ↓                                                          | Étaples                                                                 |
| Steenbrugge ↓                                                     | Pont de Briques                                                         |
| Straat van Bonifacio                                              | Bouche de Bonifacio                                                     |
| Straat van Corsica                                                | Canal de Corse                                                          |
| Straatsburg                                                       | Strasbourg                                                              |
| Strate ↓                                                          | Estrée-Blanche                                                          |
| Stroom ↓                                                          | Estrun                                                                  |
| Tatingem ↓                                                        | Tatinghem                                                               |
| Terdingem ↓                                                       | Tardinghen                                                              |
| Teenbronne ↓                                                      | Tardinghen                                                              |
| Teralteren ↓                                                      | Zoteux                                                                  |
| Terdingem ↓                                                       | Tardinghen                                                              |
| Ternaasland ↓                                                     | Ternois                                                                 |
| Ternast ↓                                                         | Ternas                                                                  |
| Terwaan of Terenburg ↓                                            | Thérouanne                                                              |
| Tierasse ↓                                                        | Thiérache                                                               |
| Tilleke ↓                                                         | Tilques                                                                 |
| Toerkonje ↓                                                       | Tourcoing                                                               |
| Toflaar ↓                                                         | Toufflers                                                               |
| Tricht ↓                                                          | Trith-Saint-Léger                                                       |
| Valencijn ↓                                                       | Valenciennes                                                            |
| Valkenberg ↓                                                      | Fauquembergues                                                          |
| Veenmunster ↓                                                     | Moustier-en-Fagne                                                       |
| Vermandland ↓                                                     | Vermandois                                                              |
| Vissershoven ↓                                                    | Pecquencourt                                                            |
| Vloerbeek ↓                                                       | Fleurbaix                                                               |
| Vogezen                                                           | Vosges                                                                  |
| Vorstmunster ↓                                                    | Forest-Montiers                                                         |
| Waasten ↑                                                         | Warneton-Sud                                                            |
| Wabingen ↓                                                        | Outreau                                                                 |
| Wallaar ↓                                                         | Wallers                                                                 |
| Wanhem ↓                                                          | Wannehain                                                               |
| Waskenhal ↓                                                       | Wasquehal                                                               |
| Waterlo ↓                                                         | Wattrelos                                                               |
| Waverant ↓                                                        | Wavrans                                                                 |
| Waveren ↓                                                         | Wavrin                                                                  |
| Wemmersijs ↓                                                      | Wambrechies                                                             |
| Wenden ↓                                                          | Vendin-lès-Béthune                                                      |
| Wendenbrugge ↓                                                    | Pont-à-Vendin                                                           |
| Werdrik ↓                                                         | Wardrecques                                                             |
| Werven ↓                                                          | Vervins                                                                 |
| Westboekhout ↓                                                    | Westbécourt                                                             |
| Westerwinkel ↓                                                    | Wingles                                                                 |
| Westrem ↓                                                         | Westrehem                                                               |
| Wezerne ↓                                                         | Wizernes                                                                |
| Widdebroek ↓                                                      | Widdebrouck                                                             |
| Widem ↓                                                           | Widehem                                                                 |
| Wieze ↓                                                           | Guise                                                                   |
| Wijker ↓                                                          | Wicres                                                                  |
| Wijme ↓                                                           | Wismes                                                                  |
| Wikingem ↓                                                        | Wickinghem                                                              |
| Wilder ↓                                                          | Wierre-au-Bois                                                          |
| Willeù ↓                                                          | Willems                                                                 |
| Willewine ↓                                                       | Wirwignes                                                               |
| Wimau ↓                                                           | Vimeu                                                                   |
| Wimeruwe ↓                                                        | Wimereux                                                                |
| Wimi ↓                                                            | Vimy                                                                    |
| Witteke ↓                                                         | Wittes-Cohem                                                            |
| Witernes ↓                                                        | Witternesse                                                             |
| Witzand ↓                                                         | Wissant                                                                 |
| Wizeke ↓                                                          | Wisques                                                                 |
| Woestine-abdij ↓                                                  | Sainte-Marie-du-Désert                                                  |
| Woudringem ↓                                                      | Vaudringhem                                                             |
| Zee-Alpen (gebergte)                                              | Alpes Maritimes                                                         |
| Zandgat ↓                                                         | Sangatte                                                                |
| Zangem ↓                                                          | Sanghen                                                                 |
| Zegerke ↓                                                         | Serques                                                                 |
| Zele ↓                                                            | Selles                                                                  |
| Zelleken of Zellebeke ↓                                           | Sailly-sur-la-Lys en Sailly-lez-Lannoy                                  |
| Zerre ↓                                                           | Serre                                                                   |
| Zetteke ↓                                                         | Setques                                                                 |
| Zomme ↓                                                           | Somme                                                                   |
| Zuid-Elseke of Zuidauzeke ↓                                       | Zudausques                                                              |
| Zuidkerke ↓                                                       | Zutkerque                                                               |
| Zuid-Wervik                                                       | Wervicq-Sud                                                             |
| Zurke ↓                                                           | Surques                                                                 |
| Zwartenes                                                         | Cap Gris-Nez                                                            |
| Zwaveke ↓                                                         | Zouafques                                                               |
| Zwerde ↓                                                          | Esquerdes                                                               |

### Franse Westhoek[9]
| exoniem (Nederlandse naam)                          | endoniem (plaatselijke naam)       |
| --------------------------------------------------- | ---------------------------------- |
| Franse Westhoek                                     | Westhoek français                  |
| Abele ↓                                             | L'Abeele                           |
| Armboutskappel ↓                                    | Armbouts-Cappel                    |
| Arneke ↓ of Arnijke ↓                               | Arnèke                             |
| Bambeke ↓                                           | Bambecque                          |
| Bavinkhove ↓                                        | Bavinchove                         |
| Belle ↓                                             | Bailleul                           |
| Berten ↓                                            | Berthen                            |
| Bieren ↓                                            | Bierne                             |
| Bissezele ↓                                         | Bissezeele                         |
| Blaringem ↓                                         | Blaringhem                         |
| Boeschepeberg ↓                                     | Mont-de-Boeschêpe                  |
| Boeschepe ↓                                         | Boeschêpe                          |
| Boezegem ↓                                          | Boëseghem                          |
| Bollezele ↓                                         | Bollezeele                         |
| Brayduinen ↓                                        | Bray-Dunes                         |
| Broekburg of Burburg ↓                              | Bourbourg                          |
| Broekkerke ↓                                        | Brouckerque                        |
| Broksele ↓                                          | Broxeele                           |
| Buisscheure ↓                                       | Buysscheure                        |
| De Gorge ↓                                          | La Gorgue                          |
| De Krebbe ↓                                         | La Crêche                          |
| De Meulhoek ↓                                       | Meul                               |
| De Moeren ↓ of Moerkerke ↓                          | Les Moëres                         |
| De Niepe ↓ of De Niepe-bij-Kassel ↓                 | Le Nieppe                          |
| Den IJzel ↓                                         | Yzel                               |
| Den Park ↓                                          | Le Parc                            |
| De Walle ↓                                          | La Motte-au-Bois                   |
| Drinkam ↓                                           | Drincham                           |
| Drooghout ↓                                         | Sec-Bois                           |
| Duinkerke of Duinkerken                             | Dunkerque                          |
| Ebblingem ↓                                         | Ebblinghem                         |
| Eke ↓                                               | Eecke                              |
| Ekelsbeke ↓                                         | Esquelbecq                         |
| Eringem ↓                                           | Eringhem                           |
| Fort-Mardijk ↓                                      | Fort-Mardyck                       |
| Gijvelde ↓                                          | Ghyvelde                           |
| Godewaarsvelde ↓                                    | Godewaersvelde                     |
| Grevelingen ↓                                       | Gravelines                         |
| Groot-Fort-Filips ↓ of Groot-Filipsfort ↓           | Grand-Fort-Philippe                |
| Groot-Millebrugge ↓                                 | Le Grand Millebrugghe              |
| Groot-Sinten ↓                                      | Grande-Synthe                      |
| Hardefoort ↓, Hardenvoorde ↓ of Harrevoorde ↓       | Hardifort                          |
| Haverskerke ↓                                       | Haverskerque                       |
| Hazebroek ↓                                         | Hazebrouck                         |
| Herzele ↓                                           | Herzeele                           |
| Holke ↓                                             | Holque                             |
| Hondegem ↓                                          | Hondeghem                          |
| Hondschote ↓                                        | Hondschoote                        |
| Hooimille ↓                                         | Hoymille                           |
| Houtkerke ↓                                         | Houtkerque                         |
| IJzer ↓                                             | Yser                               |
| Kaaster ↓                                           | Caëstre                            |
| Kapelle ↓                                           | Cappelle-la-Grande                 |
| Kapellebroek ↓                                      | Cappelle-Brouck                    |
| Kassel ↓                                            | Cassel                             |
| Kasselberg ↓                                        | Mont Cassel                        |
| Katsberg ↓                                          | Mont-des-Cats                      |
| Klein-Fort-Filips ↓ of Klein-Filipsfort ↓           | Petit-Fort-Philippe                |
| Klein-Sinten ↓                                      | Petite-Synthe                      |
| Kokereelberg ↓                                      | Mont Kokereel                      |
| Koppenaksfoort ↓                                    | Coppenaxfort                       |
| Koudekerke-Dorp ↓                                   | Coudekerque of Coudekerque-Village |
| Koudeschure ↓                                       | Caudescure                         |
| Kraaiwijk ↓                                         | Craywick                           |
| Krochte ↓                                           | Crochte                            |
| Kwaadieper ↓                                        | Quaëdypre                          |
| Lederzele ↓                                         | Lederzeele                         |
| Ledringem ↓                                         | Ledringhem                         |
| Leffrinkhoeke ↓                                     | Leffrinckoucke                     |
| Leie                                                | Lys                                |
| Linde ↓                                             | Lynde                              |
| Loberge ↓                                           | Looberghe                          |
| Loon ↓ of Loon-Strand ↓                             | Loon-Plage                         |
| Malo ↓ of Malo-aan-Zee ↓                            | Malo-les-Bains                     |
| Mardijk ↓                                           | Mardyck                            |
| Meregem ↓ of Mergem ↓                               | Merville                           |
| Merkegem ↓                                          | Merckeghem                         |
| Meteren ↓                                           | Méteren                            |
| Moerbeke ↓ of Morbeke ↓                             | Morbecque                          |
| Niepebos ↓                                          | Forêt de Nieppe                    |
| Niepkerke ↓ of Nipkerke ↓                           | Nieppe                             |
| Nieuw-Berkijn ↓ of Zuid-Berkijn ↓                   | Neuf-Berquin                       |
| Nieuwerleet ↓                                       | Nieurlet                           |
| Nieuw-Koudekerke ↓                                  | Coudekerque-Branche                |
| Noordpene ↓                                         | Noordpeene                         |
| Ochtezele ↓                                         | Ochtezeele                         |
| Okselare ↓                                          | Oxelaëre                           |
| Oostkappel ↓                                        | Oost-Cappel                        |
| Oud-Berkijn ↓ of Noord-Berkijn ↓                    | Vieux-Berquin                      |
| Oudezele ↓                                          | Oudezeele                          |
| Outerstene ↓                                        | Outtersteene                       |
| Pene ↓                                              | Peene                              |
| Pradeels ↓                                          | Pradelles                          |
| Rekspoede ↓                                         | Rexpoëde                           |
| Rijselberg ↓                                        | Mont de Lille                      |
| Rozendaal ↓                                         | Rosendaël                          |
| Rubroek ↓                                           | Rubrouck                           |
| Ruisscheure ↓                                       | Renescure                          |
| Sint-Janskappel ↓                                   | Saint-Jans-Cappel                  |
| Sint-Joris ↓ of Sint-Joris-aan-de-A ↓               | Saint-Georges-sur-l'Aa             |
| Sint-Mariakappel ↓                                  | Sainte-Marie-Cappel                |
| Sint-Momelijn ↓, Sint-Momelingen ↓ of Oudemonster ↓ | Saint-Momelin                      |
| Sint-Pietersbroek ↓                                 | Saint-Pierre-Brouck                |
| Sint-Pols ↓ of Sint-Pols-aan-Zee ↓                  | Saint-Pol-sur-Mer                  |
| Sint-Silvesterkappel ↓                              | Saint-Sylvestre-Cappel             |
| Sint-Winoksbergen ↓ of Bergen ↓                     | Bergues                            |
| Soks ↓                                              | Socx                               |
| Spijker ↓                                           | Spycker                            |
| Stapel ↓                                            | Staple                             |
| Steenbeke ↓                                         | Steenbecque                        |
| Steenwerk ↓                                         | Steenwerck                         |
| Stegers ↓                                           | Estaires                           |
| Stene ↓                                             | Steene                             |
| Strazele ↓ of Straatzele ↓                          | Strazeele                          |
| Terdegem ↓                                          | Terdeghem                          |
| Tetegem ↓                                           | Téteghem                           |
| Tienen ↓                                            | Thiennes                           |
| Uksem ↓                                             | Uxem                               |
| Vleteren ↓                                          | Flêtre                             |
| Volkerinkhove ↓                                     | Volckerinckhove                    |
| Waalskappel ↓ of Walskappel ↓                       | Wallon-Cappel                      |
| Warrem ↓                                            | Warhem                             |
| Waten ↓                                             | Watten                             |
| Wemaarskappel ↓                                     | Wemaers-Cappel                     |
| Westkappel ↓                                        | West-Cappel                        |
| Wilder ↓                                            | Wylder                             |
| Winnezele ↓                                         | Winnezeele                         |
| Wintersberg ↓                                       | Mont d'Hiver                       |
| Wormhout ↓                                          | Wormhoudt                          |
| Wouwenberg ↓ of Uwenberg ↓                          | Mont-des-Recollets                 |
| Wulverdinge ↓                                       | Wulverdinghe                       |
| Zegerskappel ↓                                      | Zeggers-Cappel                     |
| Zerkel ↓ of Zurkel ↓                                | Sercus                             |
| Zermezele ↓                                         | Zermezeele                         |
| Zoeterstee ↓ of Zoetestede ↓                        | Le Doulieu                         |
| Zuidkote ↓                                          | Zuydcoote                          |
| Zuidpene ↓                                          | Zuytpeene                          |
| Zwarteberg ↓                                        | Mont-Noir                          |

### Griekenland
| exoniem (Nederlandse naam) | endoniem (plaatselijke naam)                                  |
| -------------------------- | ------------------------------------------------------------- |
| Griekenland                | Hellás (Ἑλλάς)                                                |
| Athene                     | Athènai (Αθηναι) in de oudheid, Athina (Αθήνα) sinds jaren 70 |
| Iraklion (Heraklion)       | Iraklio (Ηράκλειο)                                            |
| Corfu (Korfoe)             | Kerkyra (Κέρκυρα)                                             |

### Hongarije
| exoniem (Nederlandse naam)  | endoniem (plaatselijke naam) |
| --------------------------- | ---------------------------- |
| Hongarije                   | Magyarország                 |
| Boedapest                   | Budapest                     |
| Grote Hongaarse Laagvlakte  | Alföld                       |
| Grote Hongaarse Laagvlakte  | Nagyalföld,                  |
| Klein Koemanië              | Kiskunság                    |
| Kleine Hongaarse Laagvlakte | Kisalföld                    |
| Margaretha-eiland           | Margit-sziget                |
| Óbuda-eiland                | Óbudai-sziget                |
| Stoelwittenburg ↓           | Székesfehérvár               |
| Transdanubië                | Dunántúl                     |

### Italië
| exoniem (Nederlandse naam) | endoniem (plaatselijke naam) |
| -------------------------- | ---------------------------- |
| Apennijnen                 | Appennini                    |
| Assisië                    | Assisi                       |
| Florence of Florentië ↓    | Firenze                      |
| Genua                      | Genova                       |
| Lombardije                 | Lombardia                    |
| Mantua                     | Mantova                      |
| Milaan                     | Milano                       |
| Napels                     | Napoli                       |
| Apulië                     | Puglia                       |
| Padua                      | Padova                       |
| Rome                       | Roma                         |
| Sardinië                   | Sardegna                     |
| Sicilië                    | Sicilia                      |
| Tarente                    | Taranto                      |
| Trente                     | Trento                       |
| Triëst                     | Trieste                      |
| Turijn                     | Torino                       |
| Venetië                    | Venezia                      |

### Letland
| exoniem (Nederlandse naam) | endoniem (plaatselijke naam) |
| -------------------------- | ---------------------------- |
| Jacobstad                  | Jēkabpils                    |
| Koerland                   | Kurzeme                      |
| Lijfland                   | Vidzeme                      |
| Riga                       | Rīga                         |

### Noorwegen
| exoniem (Nederlandse naam) | endoniem (plaatselijke naam) |
| -------------------------- | ---------------------------- |
| Noorwegen                  | Norge                        |
| Spitsbergen                | Svalbard                     |

### Oostenrijk
| exoniem (Nederlandse naam) | endoniem (plaatselijke naam) |
| -------------------------- | ---------------------------- |
| Karinthië                  | Kärnten                      |
| Neder-Oostenrijk           | Niederösterreich             |
| Neusiedlermeer             | Neusiedlersee                |
| Noord-Tirol                | Nordtirol                    |
| Oost-Tirol                 | Osttirol                     |
| Opper-Oostenrijk           | Oberösterreich               |
| Stiermarken                | Steiermark                   |
| Tirool ↓                   | Tirol                        |
| Wenen                      | Wien                         |

### Polen
| exoniem (Nederlandse naam) | endoniem (plaatselijke naam) |
| -------------------------- | ---------------------------- |
| Allenstein                 | Olsztyn                      |
| Auschwitz (stad)           | Oświęcim                     |
| Breslau                    | Wrocław                      |
| Bromberg                   | Bydgoszcz                    |
| Dantzig en Danswijk ↓      | Gdańsk                       |
| Elbing                     | Elbląg                       |
| Kattowitz                  | Katowice                     |
| Krakau                     | Kraków                       |
| Mariënburg                 | Malbork                      |
| Mariënwerder               | Kwidzyn                      |
| Pruisisch Holland          | Pasłęk                       |
| Swinemünde                 | Świnoujście                  |
| Stettin                    | Szczecin                     |
| Stolp                      | Słupsk                       |
| Thorn                      | Toruń                        |
| Warschau                   | Warszawa                     |

### Portugal
| exoniem (Nederlandse naam) | endoniem (plaatselijke naam) |
| -------------------------- | ---------------------------- |
| Azoren                     | Açores                       |
| Lissabon                   | Lisboa                       |
| Taag                       | Tejo                         |

### Roemenië
| exoniem (Nederlandse naam) | endoniem (plaatselijke naam)               |
| -------------------------- | ------------------------------------------ |
| Boekarest                  | Bucureşti                                  |
| Transsylvanië, Zevenburgen | Transilvania, Ardeal, Erdély, Siebenbürgen |

### Rusland
| exoniem (Nederlandse naam)     | endoniem (plaatselijke naam)                      |
| ------------------------------ | ------------------------------------------------- |
| Cranz                          | Zelenogradsk (Зеленоградск)                       |
| Heiligenbeil                   | Mamonovo (Мамоново)                               |
| Insterburg                     | Tsjernjachovsk (Черняховск)                       |
| Koningsbergen                  | Kaliningrad (Калининград)                         |
| Moskou                         | Moskva (Москва)                                   |
| Oost-Pruisen (noordelijk deel) | Kaliningradskaja Oblast (Калининградская о́бласть) |
| Pillau                         | Baltiejsk (Балтийск)                              |
| Sint-Petersburg                | Sankt-Peterboerg (Санкт-Петербург)                |
| Tilsit                         | Sovetsk (Сове́тск)                                 |

### Servië
| exoniem (Nederlandse naam)                            | endoniem (plaatselijke naam) |
| ----------------------------------------------------- | ---------------------------- |
| Belgrado                                              | Beograd                      |
| Merelveld ↓ (alleen nog bij de Slag op het Merelveld) | Fushë Kosovë (Albanees)      |

### Slowakije
| exoniem (Nederlandse naam) | endoniem (plaatselijke naam) |
| -------------------------- | ---------------------------- |
| Presburg ↓                 | Bratislava                   |

### Spanje
Bron: Spanje (volgens Taalunie)
AR=Arabisch
AU=Asturisch
BA=Baskisch
CA=Catalaans
GA=Galicisch
| exoniem (Nederlandse naam)    | Castiliaanse naam      | endoniem (plaatselijke naam)          |
| ----------------------------- | ---------------------- | ------------------------------------- |
| Andalusië                     | Andalucía              |                                       |
| Asturië                       | Asturias               | Asturies (AU)                         |
| Balearen                      | Islas Baleares         | Illes Balears (CA)                    |
| Baskenland                    | País Vasco             | Euskadi (BA)                          |
| Bilbao                        |                        | Bilbo (BA)                            |
| Biskaje                       | Vizcaya                | Bizkaia (BA)                          |
| Canarische Eilanden           | Islas Canarias         |                                       |
| Cantabrië                     | Cantabria              |                                       |
| Castilië                      | Castilla               |                                       |
| Catalonië                     | Cataluña               | Catalunya (CA)                        |
| Ceuta                         | Ceuta                  | Sebta (AR)                            |
| Douro                         | Duero                  |                                       |
| El Ferrol                     | El Ferrol              | Ferrol (GA)                           |
| Galicië                       | Galicia                | Galiza (GA)                           |
| Gerona                        | Gerona                 | Girona (CA)                           |
| Golf van Biskaje              | Mar Cantábrico         |                                       |
| Iberisch Schiereiland         | Península Ibérica      |                                       |
| Ibiza, uitspraak vaak Ibietsa | Ibiza                  | Eivissa (CA)                          |
| Lérida                        | Lérida                 | Lleida (CA)                           |
| Majorca ↓                     | Mallorca               |                                       |
| Melilla                       | Melilla                | Melillia (AR)                         |
| Minorca ↓                     | Menorca                |                                       |
| Navarra                       | Navarra                | Nafarroa (BA)                         |
| Orense                        | Orense                 | Ourense (GA)                          |
| Oviedo                        | Oviedo                 | Uviéu (AU)                            |
| Pyreneeën                     | Pirineos               | Pirineus (CA), Pirinioak (BA)         |
| Pamplona                      | Pamplona               | Iruñea (BA)                           |
| Sagunto                       |                        | Sagunt (CA)                           |
| San Sebastián                 | San Sebastián          | Donostia (BA)                         |
| Santiago de Compostella       | Santiago de Compostela |                                       |
| Sarragossa ↓                  | Zaragoza               |                                       |
| Taag                          | Tajo                   |                                       |
| Vitoria                       |                        | Gasteiz, meestal Vitoria-Gasteiz (BA) |

### Tsjechië
Bron: Tsjechië (volgens Taalunie)
| exoniem (Nederlandse naam)    | endoniem (plaatselijke naam) |
| ----------------------------- | ---------------------------- |
| Austerlitz                    | Slavkov u Brna               |
| Boheems-Moravische Hoogvlakte | Českomoravska vrchovina      |
| Bohemen                       | Čechy                        |
| Boheemse Woud                 | Sumava                       |
| Budweis                       | České Budějovice             |
| Eger                          | Ohře                         |
| Elbe                          | Labe                         |
| Ertsgebergte                  | Krušné Hory                  |
| Karlsbad                      | Karlovy Vary                 |
| Mariënbad                     | Mariánské Lázně              |
| Moldova ↓, Moldau             | Vltava                       |
| Moravië                       | Morava                       |
| Moravische Poort              | Moravská brána               |
| Oder                          | Odra                         |
| Pilsen                        | Plzeň                        |
| Praag                         | Praha                        |
| Reuzengebergte                | Krkonoše                     |
| Silezië                       | Slezsko                      |
| Sudeten                       | Sudety                       |
| Theresienstadt                | Terezín                      |
| Witte Karpaten                | Bílé Karpaty                 |

### Turkije
Bron: Turkije (volgens Taalunie)
| exoniem (Nederlandse naam) | endoniem (plaatselijke naam) |
| -------------------------- | ---------------------------- |
| Adrianopel                 | Edirne                       |
| Antiochië                  | Antakya                      |
| Boersa                     | Bursa                        |
| Istanbul                   | İstanbul                     |
| Smyrna                     | İzmir                        |
| Taurus                     | Toros                        |
| Trebizonde                 | Trabzon                      |

### Vaticaanstad
| exoniem (Nederlandse naam) | endoniem (plaatselijke naam) |
| -------------------------- | ---------------------------- |
| Vaticaanstad               | Città del Vaticano           |

### Verenigd Koninkrijk
| exoniem (Nederlandse naam) | endoniem (plaatselijke naam) |
| -------------------------- | ---------------------------- |
| Abberdaan ↓                | Aberdeen                     |
| Bolstoen ↓                 | Boston                       |
| Cornwallis ↓               | Cornwall                     |
| Daveren ↓                  | Dover                        |
| Dortmuiden ↓               | Dartmouth                    |
| Wallis ↓                   | Wales                        |
| Hitland ↓                  | Shetland                     |
| Jarmuiden ↓                | Yarmouth                     |
| Kambrits ↓                 | Cambridge                    |
| Kantelberg ↓               | Canterbury                   |
| Londen                     | London                       |
| Noordwijk ↓                | Norwich                      |
| Orkaden                    | Orkney                       |
| Pleimuiden ↓               | Plymouth                     |
| Poortland ↓                | Portland                     |
| Portsmuiden ↓              | Portsmouth                   |
| Scharenburg ↓              | Scarborough                  |
| Theems                     | Thames                       |
| Tijnmuiden ↓               | Tynemouth                    |
| Vaalmuiden ↓               | Falmouth                     |
| Zandwijds ↓                | Sandwich                     |

### Zweden
| exoniem (Nederlandse naam) | endoniem (plaatselijke naam) |
| -------------------------- | ---------------------------- |
| Zweden                     | Sverige                      |
| Gotenburg                  | Göteborg                     |
| Schonen                    | Skåne                        |
| Stokholm ↓                 | Stockholm                    |
| Lapland                    | Lappland                     |

### Zwitserland
| exoniem (Nederlandse naam)                           | endoniem (plaatselijke naam) |
| ---------------------------------------------------- | ---------------------------- |
| Bazel                                                | Basel                        |
| Vierwoudstrekenmeer, minder juist Vierwoudstedenmeer | Vierwaldstättersee           |

## Afrika

### Algerije
| exoniem (Nederlandse naam) | endoniem (plaatselijke naam) |
| -------------------------- | ---------------------------- |
| Algerije                   | al-Jazā’ir                   |
| Algiers                    | al Jaza'ir                   |
| Constantine                | Qusanṭīnah                   |
| Oran                       | Waran                        |

### Egypte
| exoniem (Nederlandse naam) | endoniem (plaatselijke naam) |
| -------------------------- | ---------------------------- |
| Alexandrië                 | al-Iskandariya               |
| Assioet                    | Asyut                        |
| Assoean                    | Aswan                        |
| Caïro                      | al-Qahirah                   |
| Damietta                   | Damyat                       |
| Gizeh                      | al-Giza                      |
| Luxor                      | al-Uqsur                     |
| Port Said                  | Bur Sa'id                    |
| Suez                       | as-Suwais                    |

### Libië
| exoniem (Nederlandse naam) | endoniem (plaatselijke naam) |
| -------------------------- | ---------------------------- |
| Benghazi                   | Banghazi                     |
| Cyrenaica                  | Barqa                        |
| Tobroek                    | Tubruq                       |
| Tripoli                    | Tarabulus                    |

### Mali
| exoniem (Nederlandse naam) | endoniem (plaatselijke naam) |
| -------------------------- | ---------------------------- |
| Timboektoe                 | Tombouctou                   |

### Marokko
| exoniem (Nederlandse naam) | endoniem (plaatselijke naam) |
| -------------------------- | ---------------------------- |
| Casablanca                 | ad-Dar-al-Bayda              |
| Fez                        | Faz                          |
| Marokko                    | al-Maghrib                   |
| Marrakesh                  | Marrakush                    |
| Meknes                     | Miknas                       |
| Rabat                      | ar-Ribat                     |
| Tanger                     | Tanjah                       |
| Tétouan                    | Titwan                       |

### Soedan
| exoniem (Nederlandse naam) | endoniem (plaatselijke naam) |
| -------------------------- | ---------------------------- |
| Khartoem                   | al-Hartum                    |
| Port Sudan                 | Bur Sudan                    |

### Zuid-Afrika en Namibië
| Nederlandse en Afrikaanse naam | Engelse naam |
| ------------------------------ | ------------ |
| Kaapstad                       | Cape Town    |
| Walvisbaai                     | Walvis Bay   |

## Amerika

### Verenigde Staten
Bron: Verenigde Staten (volgens Taalunie)
| exoniem (Nederlandse naam) | endoniem (plaatselijke naam) |
| -------------------------- | ---------------------------- |
| Verenigde Staten           | United States                |
| Appalachen                 | Appalachian Mountains        |
| Bovenmeer                  | Lake Superior                |
| Californië                 | California                   |
| Hawaï                      | Hawaii                       |
| Niagara                    | Niagara                      |
| Pennsylvanië               | Pennsylvania                 |
| Rotsgebergte               | Rocky Mountains              |

### Argentinië/Chili
| exoniem (Nederlandse naam) | endoniem (plaatselijke naam) |
| -------------------------- | ---------------------------- |
| Chili                      | Chile                        |
| Argentinië                 | Argentina ↑                  |
| Kaap Hoorn                 | Cabo de los Hornos           |
| Vuurland                   | Tierra del Fuego             |

### Cuba
| exoniem (Nederlandse naam)         | endoniem (plaatselijke naam) |
| ---------------------------------- | ---------------------------- |
| Cuba, uitspraak met Nederlandse uu | Cuba                         |
| Havana, Havanna                    | La Habana                    |

### Panama
| exoniem (Nederlandse naam) | endoniem (plaatselijke naam) |
| -------------------------- | ---------------------------- |
| Panama                     | Panamá                       |

## Azië

### China
| exoniem (Nederlandse naam) | endoniem (plaatselijke naam)        |
| -------------------------- | ----------------------------------- |
| China                      | Zhōngguó (中國)                     |
| Amoer                      | Hēilóngjiāng (黑龍江)               |
| Amoy ↓                     | Xiàmén (廈門)                       |
| Binnen-Mongolië            | Öbür Mongghul / Nèi Měnggǔ (内蒙古) |
| Blauwe Rivier ↓            | Chángjiāng (長江)                   |
| Gele Rivier                | Huánghé (黃河)                      |
| Hongkong                   | Heung Kôong / Xiānggǎng (香港)      |
| Kanton                     | Guangzhou (廣州)                    |
| Macau                      | Ou Mun / Àomén (澳門)               |
| Mantsjoerije               | Mǎnzhōu (滿洲)                      |
| Moekden                    | Shěnyáng (瀋陽)                     |
| Parelrivier                | Zhūjiāng (珠江)                     |
| Peking, Beijing ↑          | Beijing (北京)                      |
| Port Arthur                | Lǚshùnkǒu (旅順口)                  |
| Tibet                      | Bod / Zàng (藏)                     |
| Xanadu                     | Shàngdū (上都)                      |
| Zuid-Chinees Bergland      | Nánlíng (南嶺)                      |

### India
| exoniem (Nederlandse naam) | endoniem (plaatselijke naam) |
| -------------------------- | ---------------------------- |
| Calcutta                   | Kolkata                      |

### Indonesië
| exoniem (Nederlandse naam) | endoniem (plaatselijke naam) |
| -------------------------- | ---------------------------- |
| Atjeh                      | Aceh                         |
| Batavia ↓                  | Jakarta                      |
| Borneo                     | Kalimantan                   |
| Buitenzorg ↓               | Bogor                        |
| Celebes                    | Sulawesi                     |
| Meester Cornelis           | Jatinegara                   |
| Molukken                   | Maluku                       |

### Iran
| exoniem (Nederlandse naam) | endoniem (plaatselijke naam) |
| -------------------------- | ---------------------------- |
| Teheran                    | Tehran                       |
| Ispahaan ↓                 | Isfahan of Esfahan           |

### Israël
| exoniem (Nederlandse naam) | endoniem (plaatselijke naam)     |
| -------------------------- | -------------------------------- |
| Caesarea                   | Kesariya (קיסריה)                |
| Dode Zee                   | Yam haMelach (ים המלח)           |
| Eilat                      | Elat (אילת)                      |
| Galilea (streek)           | haGalil (הגליל)                  |
| Haifa                      | Chejfa (חיפה)                    |
| Jaffa                      | Jafo (יפו)                       |
| Jeruzalem                  | Yerushalayim (ירושלים) / Al Quds |
| Massada                    | Metzada (מצדה)                   |
| Meer van Tiberias          | Yam Kinneret (ים כנרת)           |
| Nazareth                   | Nazrat (נצרת)                    |
| Safed                      | Tzfat (צפת)                      |
| Samaria (stad)             | Sjomron (שומרון)                 |
| Tiberias                   | Teverja (טבריה)                  |

### Japan
| exoniem (Nederlandse naam) | endoniem (plaatselijke naam) |
| -------------------------- | ---------------------------- |
| Kioto                      | Kyōto (京都)                 |
| Tokio                      | Tōkyō (東京)                 |

### Vietnam
| exoniem (Nederlandse naam) | endoniem (plaatselijke naam) |
| -------------------------- | ---------------------------- |
| Cochin-China               | Nam Kỳ                       |
| Rode Rivier                | Sông Hồng                    |
| Tonkin                     | Bắc Kỳ                       |